# (1434) Margot
(1434) Margot – planetoida z pasa głównego asteroid okrążająca Słońce w ciągu 5 lat i 91 dni w średniej odległości 3,02 au. Została odkryta 19 marca 1936 roku w Obserwatorium Simejiz na górze Koszka na Półwyspie Krymskim przez Grigorija Nieujmina. Nazwa planetoidy pochodzi od Gertrud Margot Görsdorf
(1915-1990), później Zottmann – przyjaciółki niemieckiego astronoma Wilhelma Gliesego, który zaproponował tę nazwę. Przed nadaniem nazwy planetoida nosiła oznaczenie tymczasowe (1434) 1936 FD1.